# Plongeon aux Jeux olympiques d'été de 1924
Navigation
Anvers 1920 Amsterdam 1928

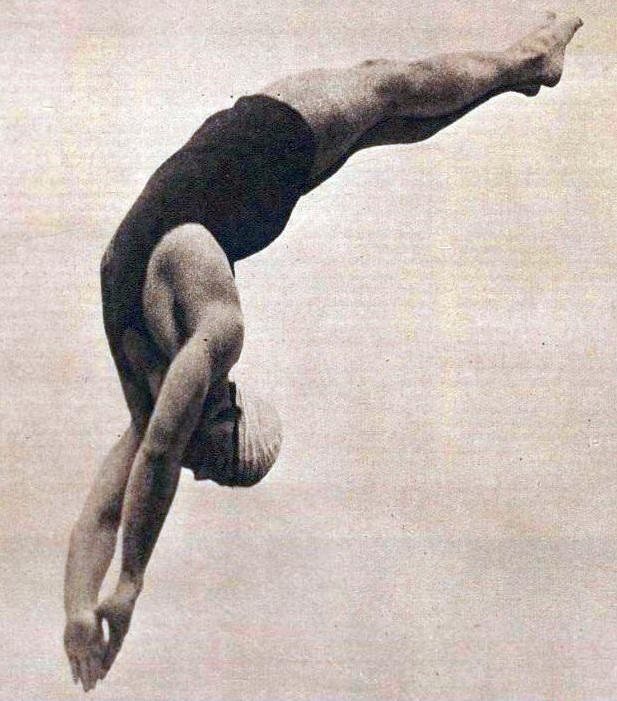
Albert White, médaillé d'or au plongeon de haut-vol et au tremplin de trois mètres.

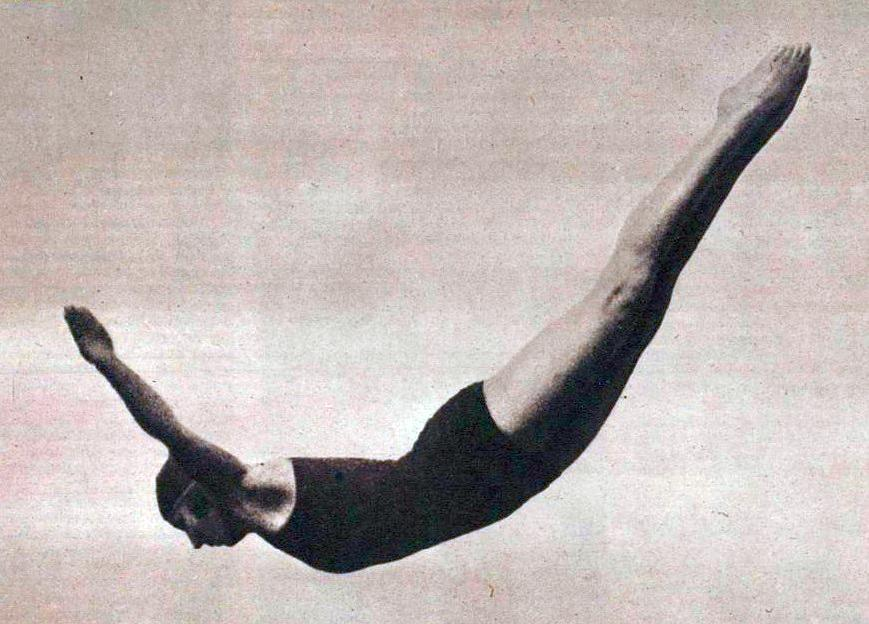
Caroline Smith, médaillée d'or au tremplin de 10 mètre.

Aux Jeux olympiques d'été de 1924, cinq compétitions de plongeon furent organisées.

## Tableau des médailles pour le plongeon
| Place | Nation      | Médaille d'or | Médaille d'argent | Médaille de bronze | Total |
| ----- | ----------- | ------------- | ----------------- | ------------------ | ----- |
| 1     | États-Unis  | 4             | 4                 | 3                  | 11    |
| 2     | Australie   | 1             | 0                 | 0                  | 1     |
| 3     | Suède       | 0             | 1                 | 1                  | 2     |
| 4     | Royaume-Uni | 0             | 0                 | 1                  | 1     |

## Résultats
Les classements des finales.

### Tremplin à3 mètres
| Rang               | Pays            | Plongeur          | Points |
| ------------------ | --------------- | ----------------- | ------ |
| Médaille d'or      | États-Unis      | Albert White      | 696,4  |
| Médaille d'argent  | États-Unis      | Pete Desjardins   | 693,2  |
| Médaille de bronze | États-Unis      | Clarence Pinkston | 653,0  |
| 4                  | Suède           | Edmund Lindmark   | 599,1  |
| 5                  | Australie       | Dick Eve          | 564,3  |
| 6                  | Suède           | Adolf Hellquist   | 544,9  |
| 7                  | Suède           | Curt Sjöberg      | 538,3  |
| 8                  | Pays-Bas        | Henri Hemsing     | 490,8  |
| 9                  | Tchécoslovaquie | Július Balász     | 463,1  |

| Rang               | Pays       | Plongeuse                 | Points |
| ------------------ | ---------- | ------------------------- | ------ |
| Médaille d'or      | États-Unis | Elizabeth Becker-Pinkston | 474,5  |
| Médaille d'argent  | États-Unis | Aileen Riggin             | 460,4  |
| Médaille de bronze | États-Unis | Caroline Fletcher         | 436,4  |
| 4                  | Suède      | Ewa Olliwier              | 425,8  |
| 5                  | Suède      | Signe Johansson           | 412,6  |
| 6                  | Autriche   | Klara Bornett             | 370,2  |

### Plongeon de haut-vol
Plateforme à 10 mètres
| Rang               | Pays       | Plongeur            | Points |
| ------------------ | ---------- | ------------------- | ------ |
| Médaille d'or      | États-Unis | Albert White        | 487,3  |
| Médaille d'argent  | États-Unis | David Fall          | 486,5  |
| Médaille de bronze | États-Unis | Clarence Pinkston   | 473,0  |
| 4                  | Suède      | Erik Adlerz         | 468,9  |
| 5                  | France     | Eugène Lenormand    | 437,7  |
| 6                  | Suède      | Helge Öberg         | 429,0  |
| 7                  | Danemark   | Sven Palle Sørensen | 404,6  |
| 8                  | Suède      | Adolf Hellquist     | 403,2  |
| 9                  | Finlande   | Hannes Karkkainen   | 380,9  |

| Rang               | Pays        | Plongeuse                 | Points |
| ------------------ | ----------- | ------------------------- | ------ |
| Médaille d'or      | États-Unis  | Caroline Smith            | 166    |
| Médaille d'argent  | États-Unis  | Elizabeth Becker-Pinkston | 167    |
| Médaille de bronze | Suède       | Hjördis Töpel             | 164    |
| 4                  | Danemark    | Edith Bechmann-Nielsen    | 157    |
| 5                  | États-Unis  | Helen Meany               | 148    |
| 6                  | Royaume-Uni | Isabelle White            | 140    |

### Plongeon haut simple
| Rang               | Pays        | Plongeur          | Points |
| ------------------ | ----------- | ----------------- | ------ |
| Médaille d'or      | Australie   | Dick Eve          | 160    |
| Médaille d'argent  | Suède       | John Jansson      | 158    |
| Médaille de bronze | Royaume-Uni | Harold Clarke     | 157    |
| 4                  | États-Unis  | Benjamin Thrash   | 145    |
| 5                  | France      | Raymond Vincent   | 144    |
| 6                  | États-Unis  | Peter Desjardins  | 141    |
| 7                  | États-Unis  | Albert Knight     | 137    |
| 8                  | Suède       | Arvid Wallman     | 136    |
| 9                  | États-Unis  | Clarence Pinkston | 125    |